# Bhaluyee Arwaliya
Bhaluyee Arwaliya (nep. भालुही भरवलिया) – gaun wikas samiti w środkowej części Nepalu w strefie Narajani w dystrykcie Bara. Według nepalskiego spisu powszechnego z 2001 roku liczył on 782 gospodarstw domowych i 5414 mieszkańców (2549 kobiet i 2865 mężczyzn).